# تپه جویی
تپه جویی مربوط به دوران پیش از تاریخ ایران باستان است و در شهرستان شوش، روستای رداده واقع شده و این اثر در تاریخ ۱ آذر ۱۳۷۸ با شمارهٔ ثبت ۲۵۰۸ به‌عنوان یکی از آثار ملی ایران به ثبت رسیده است.